# Tour de Bavière 2014
La 35e édition du Tour de Bavière a lieu du 28 mai au 1er juin 2014. L'épreuve fait partie de l'UCI Europe Tour, dans la catégorie 2.HC.

## Présentation

### Équipes
Classé en catégorie 2.HC de l'UCI Europe Tour, le Tour de Bavière est par conséquent ouvert aux UCI ProTeams dans la limite de 70 % des équipes participantes, aux équipes continentales professionnelles, aux équipes continentales allemandes et à une équipe nationale allemande.
| Nom de l'équipe     | Pays        | Code |
| ------------------- | ----------- | ---- |
| AG2R La Mondiale    | France      | ALM  |
| FDJ.fr              | France      | FDJ  |
| Garmin-Sharp        | États-Unis  | GRS  |
| Giant-Shimano       | Pays-Bas    | GIA  |
| Katusha             | Russie      | KAT  |
| Orica-GreenEDGE     | Australie   | OGE  |
| Trek Factory Racing | États-Unis  | TFR  |
| Sky                 | Royaume-Uni | SKY  |

| Nom de l'équipe              | Pays           | Code |
| ---------------------------- | -------------- | ---- |
| Bretagne-Séché Environnement | France         | BSE  |
| Caja Rural-Seguros RGA       | Espagne        | CJR  |
| CCC Polsat Polkowice         | Pologne        | CCC  |
| IAM                          | Suisse         | IAM  |
| MTN-Qhubeka                  | Afrique du Sud | MTN  |
| NetApp-Endura                | Allemagne      | TNE  |

| Nom de l'équipe | Pays      | Code |
| --------------- | --------- | ---- |
| Heizomat        | Allemagne | THF  |
| LKT Brandenburg | Allemagne | LKT  |
| Rad-net Rose    | Allemagne | RNR  |
| Stölting        | Allemagne | STG  |
| Stuttgart       | Allemagne | SGT  |

## Étapes
| Étape     | Date     | Villes étapes                                    |  | Distance (km) | Vainqueur d’étape | Leader du classement général |
| --------- | -------- | ------------------------------------------------ |  | ------------- | ----------------- | ---------------------------- |
| 1re étape | 28 mai   | Vilshofen - Freilassing                          |  | 201,6         | Heinrich Haussler | Heinrich Haussler            |
| 2e étape  | 29 mai   | Freilassing - Reit im Winkl (Winklmoos-Alm (de)) |  | 164,7         | Mathias Frank     | Mathias Frank                |
| 3e étape  | 30 mai   | Grassau - Neusäß                                 |  | 232,7         | Daryl Impey       | Mathias Frank                |
| 4e étape  | 31 mai   | Wassertrüdingen - Wassertrüdingen                |  | 25,5          | Geraint Thomas    | Geraint Thomas               |
| 5e étape  | 1er juin | Wassertrüdingen - Nuremberg                      |  | 159,6         | Sam Bennett       | Geraint Thomas               |

## Déroulement de la course

### 1reétape
|    | Coureur            | Équipe           |    | Temps           |
| -- | ------------------ | ---------------- | -- | --------------- |
| 1  | Heinrich Haussler  | IAM              | en | 5 h 11 min 38 s |
| 2  | Yauheni Hutarovich | AG2R La Mondiale | +  | m.t             |
| 3  | Steele Von Hoff    | Garmin-Sharp     |    | m.t             |
| 4  | Sam Bennett        | NetApp-Endura    |    | m.t             |
| 5  | Roger Kluge        | IAM              |    | m.t             |
| 6  | Nikias Arndt       | Giant-Shimano    |    | m.t             |
| 7  | Alexander Krieger  | Stuttgart        |    | m.t             |
| 8  | Luke Rowe          | Sky              |    | m.t             |
| 9  | Alexey Tsatevitch  | Katusha          |    | m.t             |
| 10 | Willi Willwohl     | LKT Brandenburg  |    | m.t             |

|    | Coureur            | Équipe           |    | Temps           |
| -- | ------------------ | ---------------- | -- | --------------- |
| 1  | Heinrich Haussler  | IAM              | en | 5 h 11 min 28 s |
| 2  | Jan-Niklas Droste  | Heizomat         | +  | 1 s             |
| 3  | Yauheni Hutarovich | AG2R La Mondiale |    | 4 s             |
| 4  | Steele Von Hoff    | Garmin-Sharp     |    | 6 s             |
| 5  | Arthur Vichot      | FDJ.fr           |    | 9 s             |
| 6  | Sam Bennett        | NetApp-Endura    |    | 10 s            |
| 7  | Roger Kluge        | IAM              |    | 10 s            |
| 8  | Nikias Arndt       | Giant-Shimano    |    | 10 s            |
| 9  | Alexander Krieger  | Stuttgart        |    | 10 s            |
| 10 | Luke Rowe          | Sky              |    | 10 s            |

### 2eétape
|    | Coureur           | Équipe                       |    | Temps           |
| -- | ----------------- | ---------------------------- | -- | --------------- |
| 1  | Mathias Frank     | IAM                          | en | 4 h 19 min 24 s |
| 2  | Thibaut Pinot     | FDJ.fr                       | +  | 8 s             |
| 3  | Leopold König     | NetApp-Endura                |    | 8 s             |
| 4  | Romain Bardet     | AG2R La Mondiale             |    | 16 s            |
| 5  | Johann Tschopp    | IAM                          |    | 16 s            |
| 6  | Geraint Thomas    | Sky                          |    | 16 s            |
| 7  | Brice Feillu      | Bretagne-Séché Environnement |    | 26 s            |
| 8  | Eduardo Sepúlveda | Bretagne-Séché Environnement |    | 28 s            |
| 9  | Vasil Kiryienka   | Sky                          |    | 39 s            |
| 10 | Ben Gastauer      | AG2R La Mondiale             |    | 50 s            |

|    | Coureur         | Équipe                       |    | Temps           |
| -- | --------------- | ---------------------------- | -- | --------------- |
| 1  | Mathias Frank   | IAM                          | en | 9 h 31 min 02 s |
| 2  | Thibaut Pinot   | FDJ.fr                       | +  | 5 s             |
| 3  | Leopold König   | NetApp-Endura                |    | 8 s             |
| 4  | Romain Bardet   | AG2R La Mondiale             |    | 16 s            |
| 5  | Geraint Thomas  | Sky                          |    | 16 s            |
| 6  | Johann Tschopp  | IAM                          |    | 16 s            |
| 7  | Brice Feillu    | Bretagne-Séché Environnement |    | 26 s            |
| 8  | Vasil Kiryienka | Sky                          |    | 39 s            |
| 9  | Ben Gastauer    | AG2R La Mondiale             |    | 50 s            |
| 10 | Marcel Wyss     | IAM                          |    | 52 s            |

### 3eétape
|    | Coureur                     | Équipe                 |    | Temps           |
| -- | --------------------------- | ---------------------- | -- | --------------- |
| 1  | Daryl Impey                 | Orica-GreenEDGE        | en | 5 h 43 min 58 s |
| 2  | Reinardt Janse van Rensburg | Giant-Shimano          | +  | m.t             |
| 3  | Alexander Porsev            | Katusha                |    | m.t             |
| 4  | Phil Bauhaus                | Stölting               |    | m.t             |
| 5  | Heinrich Haussler           | IAM                    |    | m.t             |
| 6  | Gerald Ciolek               | MTN-Qhubeka            |    | m.t             |
| 7  | Davide Viganò               | Caja Rural-Seguros RGA |    | m.t             |
| 8  | Yauheni Hutarovich          | AG2R La Mondiale       |    | m.t             |
| 9  | Michael Schwarzmann         | NetApp-Endura          |    | m.t             |
| 10 | Alexander Krieger           | Stuttgart              |    | m.t             |

|    | Coureur         | Équipe                       |    | Temps            |
| -- | --------------- | ---------------------------- | -- | ---------------- |
| 1  | Mathias Frank   | IAM                          | en | 15 h 15 min 00 s |
| 2  | Thibaut Pinot   | FDJ.fr                       | +  | 5 s              |
| 3  | Leopold König   | NetApp-Endura                |    | 8 s              |
| 4  | Geraint Thomas  | Sky                          |    | 14 s             |
| 5  | Romain Bardet   | AG2R La Mondiale             |    | 16 s             |
| 6  | Johann Tschopp  | IAM                          |    | 16 s             |
| 7  | Brice Feillu    | Bretagne-Séché Environnement |    | 26 s             |
| 8  | Vasil Kiryienka | Sky                          |    | 39 s             |
| 9  | Ben Gastauer    | AG2R La Mondiale             |    | 50 s             |
| 10 | Davide Rebellin | CCC Polsat Polkowice         |    | 52 s             |

### 4eétape
|    | Coureur            | Équipe              |    | Temps       |
| -- | ------------------ | ------------------- | -- | ----------- |
| 1  | Geraint Thomas     | Sky                 | en | 30 min 48 s |
| 2  | Jan Bárta          | NetApp-Endura       | +  | 3 s         |
| 3  | Anton Vorobyev     | Katusha             |    | 4 s         |
| 4  | Vasil Kiryienka    | Sky                 |    | 9 s         |
| 5  | kristof Vandewalle | Trek Factory Racing |    | 25 s        |
| 6  | Mathias Frank      | IAM                 |    | 32 s        |
| 7  | Jack Bauer         | Garmin-Sharp        |    | 37 s        |
| 8  | Jan-Niklas Droste  | Heizomat            |    | 44 s        |
| 9  | Daryl Impey        | Orica-GreenEDGE     |    | 44 s        |
| 10 | Leopold König      | NetApp-Endura       |    | 48 s        |

|    | Coureur         | Équipe          |    | Temps            |
| -- | --------------- | --------------- | -- | ---------------- |
| 1  | Geraint Thomas  | Sky             | en | 15 h 46 min 02 s |
| 2  | Mathias Frank   | IAM             | +  | 19 s             |
| 3  | Vasil Kiryienka | Sky             |    | 35 s             |
| 4  | Leopold König   | NetApp-Endura   |    | 43 s             |
| 5  | Thibaut Pinot   | FDJ.fr          |    | 1 min 10 s       |
| 6  | Jan Bárta       | NetApp-Endura   |    | 1 min 35 s       |
| 7  | Daryl Impey     | Orica-GreenEDGE |    | 1 min 38 s       |
| 8  | Johann Tschopp  | IAM             |    | 1 min 58 s       |
| 9  | Marcel Wyss     | IAM             |    | 2 min 00 s       |
| 10 | Peter Kennaugh  | Sky             |    | 2 min 04 s       |

### 5eétape
|    | Coureur            | Équipe                 |    | Temps |
| -- | ------------------ | ---------------------- | -- | ----- |
| 1  | Sam Bennett        | NetApp-Endura          | en |       |
| 2  | Yauheni Hutarovich | AG2R La Mondiale       | +  | m.t.  |
| 3  | Raymond Kreder     | Garmin-Sharp           |    | m.t.  |
| 4  | Alexander Porsev   | Katusha                |    | m.t.  |
| 5  | Phil Bauhaus       | Stölting               |    | m.t.  |
| 6  | Heinrich Haussler  | IAM                    |    | m.t.  |
| 7  | Andreas Stauff     | MTN-Qhubeka            |    | m.t.  |
| 8  | Nikias Arndt       | Giant-Shimano          |    | m.t.  |
| 9  | Davide Viganò      | Caja Rural-Seguros RGA |    | m.t.  |
| 10 | Tino Thömel        | Stuttgart              |    | m.t.  |

|    | Coureur         | Équipe          |    | Temps |
| -- | --------------- | --------------- | -- | ----- |
| 1  | Geraint Thomas  | Sky             | en |       |
| 2  | Mathias Frank   | IAM             | +  |       |
| 3  | Vasil Kiryienka | Sky             |    |       |
| 4  | Leopold König   | NetApp-Endura   |    |       |
| 5  | Thibaut Pinot   | FDJ.fr          |    |       |
| 6  | Jan Bárta       | NetApp-Endura   |    |       |
| 7  | Daryl Impey     | Orica-GreenEDGE |    |       |
| 8  | Johann Tschopp  | IAM             |    |       |
| 9  | Marcel Wyss     | IAM             |    |       |
| 10 | Peter Kennaugh  | Sky             |    |       |

## Classements finals

### Classement général
|    | Cycliste         | Pays | Équipe |    | Temps            |
| -- | ---------------- | ---- | ------ | -- | ---------------- |
| 1  | ' Geraint Thomas |      | Sky    | en | 19 h 17 min 42 s |
| 2  | Mathias Frank    |      | IAM    | +  | 19 s             |
| 3  | Vasil Kiryienka  |      | Sky    | +  | 35 s             |
| 4  |                  |      |        |    |                  |
| 5  |                  |      |        |    |                  |
| 6  |                  |      |        |    |                  |
| 7  |                  |      |        |    |                  |
| 8  |                  |      |        |    |                  |
| 9  |                  |      |        |    |                  |
| 10 |                  |      |        |    |                  |

### Classements annexes
|   | Cycliste        | Équipe           | Points |
| - | --------------- | ---------------- | ------ |
| 1 | Christian Meier | Orica-GreenEDGE  | 12     |
| 2 | Julian Kern     | AG2R La Mondiale | 8      |
| 3 | Jens Voigt      | Trek             | 7      |

|   | Cycliste          | Équipe           | Points |
| - | ----------------- | ---------------- | ------ |
| 1 | Sam Bennett       | NetApp-Endura    | 13     |
| 2 | Jan-Niklas Droste | Heizomat         | 9      |
| 3 | Ben Gastauer      | AG2R La Mondiale | 8      |

|   | Cycliste          | Équipe                       |    | Temps |
| - | ----------------- | ---------------------------- | -- | ----- |
| 1 | Thibaut Pinot     | FDJ.fr                       | en |       |
| 2 | Romain Bardet     | AG2R La Mondiale             | +  |       |
| 3 | Eduardo Sepúlveda | Bretagne-Séché Environnement |    |       |

|   | Équipe | Pays |   | Temps |
| - | ------ | ---- | - | ----- |
| 1 |        |      |   |       |
| 2 |        |      | + |       |
| 3 |        |      |   |       |

## Évolution des classements
| Étape              | Vainqueur          | Classement général | Classement de la montagne | Classement des sprints | Classement du meilleur jeune | Classement par équipes |
| ------------------ | ------------------ | ------------------ | ------------------------- | ---------------------- | ---------------------------- | ---------------------- |
| 1                  | Heinrich Haussler  | Heinrich Haussler  | Julian Kern               | Jan-Niklas Droste      | Jan-Niklas Droste            | IAM                    |
| 2                  | Mathias Frank      | Mathias Frank      | Christian Meier           | Jan-Niklas Droste      | Thibaut Pinot                | IAM                    |
| 3                  | Daryl Impey        | Mathias Frank      | Christian Meier           | Jan-Niklas Droste      | Thibaut Pinot                | IAM                    |
| 4                  | Geraint Thomas     | Geraint Thomas     | Christian Meier           | Jan-Niklas Droste      | Thibaut Pinot                | Sky                    |
| 5                  | Sam Bennett        | Geraint Thomas     |                           |                        | Thibaut Pinot                | Sky                    |
| Classements finals | Classements finals | Geraint Thomas     | Christian Meier           | Sam Bennett            | Thibaut Pinot                | Sky                    |

## Liste des participants
| Légende | Légende                                                                                                  | Légende | Légende                                                                                         |
| ------- | --- | ------- | ----------------------------------------------------------------------------------------------- |
| Num     | Dossard de départ porté par le coureur sur ce Tour de Bavière                                            | Pos     | Position finale au classement général                                                           |
|         | Indique le vainqueur du classement général                                                               |         | Indique le vainqueur du classement de la montagne                                               |
|         | Indique le vainqueur du classement des sprints                                                           |         | Indique le vainqueur du classement du meilleur jeune                                            |
| #       | Indique la meilleure équipe                                                                              |         |                                                                                                 |
| NP      | Indique un coureur qui n'a pas pris le départ d'une étape, suivi du numéro de l'étape où il s'est retiré | AB      | Indique un coureur qui n'a pas terminé une étape, suivi du numéro de l'étape où il s'est retiré |
| HD      | Indique un coureur qui a terminé une étape hors des délais, suivi du numéro de l'étape                   | *       | Indique un coureur en lice pour le maillot blanc (coureurs nés après le 1er janvier 1988)       |

| Trek Factory Racing TFR | Trek Factory Racing TFR        | Trek Factory Racing TFR |
| ----------------------- | ------------------------------ | ----------------------- |
| Num                     | Coureur                        | Pos                     |
| 1                       | Jens Voigt (GER)               |                         |
| 2                       | Fabian Cancellara (SUI) (Clm)  |                         |
| 3                       | Stijn Devolder (BEL) (Route)   |                         |
| 4                       | Yaroslav Popovych (UKR)        |                         |
| 5                       | Grégory Rast (SUI)             |                         |
| 6                       | Hayden Roulston (NZL) (Route)  |                         |
| 7                       | Kristof Vandewalle (BEL) (Clm) |                         |

| MTN-Qhubeka MTN | MTN-Qhubeka MTN               | MTN-Qhubeka MTN |
| --------------- | ----------------------------- | --------------- |
| Num             | Coureur                       | Pos             |
| 11              | Gerald Ciolek (GER)           |                 |
| 12              | Linus Gerdemann (GER)         |                 |
| 13              | Ignatas Konovalovas (LTU)     |                 |
| 14              | Louis Meintjes (RSA) (Route)* |                 |
| 15              | Jacobus Venter (RSA)          |                 |
| 16              | Andreas Stauff (GER)          |                 |
| 17              | Jay Robert Thomson (RSA)      |                 |

| AG2R La Mondiale ALM | AG2R La Mondiale ALM      | AG2R La Mondiale ALM |
| -------------------- | ------------------------- | -------------------- |
| Num                  | Coureur                   | Pos                  |
| 21                   | Romain Bardet (FRA)       |                      |
| 22                   | Guillaume Bonnafond (FRA) |                      |
| 23                   | Yauheni Hutarovich (BLR)  |                      |
| 24                   | Blel Kadri (FRA)          |                      |
| 25                   | Julian Kern (GER)         |                      |
| 26                   | Ben Gastauer (LUX)        |                      |
| 27                   | Christophe Riblon (FRA)   |                      |

| Sky SKY | Sky SKY               | Sky SKY |
| ------- | --------------------- | ------- |
| Num     | Coureur               | Pos     |
| 31      | Ian Boswell (USA)*    |         |
| 32      | Joe Dombrowski (USA)* | AB-2    |
| 33      | Peter Kennaugh (GBR)  |         |
| 34      | Vasil Kiryienka (BLR) |         |
| 35      | Christian Knees (GER) |         |
| 36      | Luke Rowe (GBR)       |         |
| 37      | Geraint Thomas (GBR)  |         |

| Katusha KAT | Katusha KAT                     | Katusha KAT |
| ----------- | ------------------------------- | ----------- |
| Num         | Coureur                         | Pos         |
| 41          | Pavel Brutt (RUS)               |             |
| 42          | Anton Vorobyev (RUS)*           |             |
| 43          | Mikhail Ignatiev (RUS)          |             |
| 44          | Vladimir Isaychev (RUS) (Route) |             |
| 45          |                                 |             |
| 46          | Alexander Porsev (RUS)          |             |
| 47          | Alexey Tsatevitch (RUS)         |             |

| Giant-Shimano GIA | Giant-Shimano GIA                 | Giant-Shimano GIA |
| ----------------- | --------------------------------- | ----------------- |
| Num               | Coureur                           | Pos               |
| 51                | Nikias Arndt (GER)*               |                   |
| 52                | Warren Barguil (FRA)*             |                   |
| 53                | Thomas Damuseau (FRA)             |                   |
| 54                | Johannes Fröhlinger (GER)         | NP-4              |
| 55                | Lawson Craddock (USA)*            |                   |
| 56                | Reinardt Janse van Rensburg (RSA) |                   |
| 57                | Thomas Peterson (USA)             |                   |

| Rad-net Rose RNR | Rad-net Rose RNR         | Rad-net Rose RNR |
| ---------------- | ------------------------ | ---------------- |
| Num              | Coureur                  | Pos              |
| 61               | Henning Bommel (GER)     |                  |
| 62               | Fabian Brintrup (GER)*   |                  |
| 63               | Emanuel Buchmann (GER)*  |                  |
| 64               | Marco Mathis (GER)*      |                  |
| 65               | Moritz Schaffner (GER)*  |                  |
| 66               | Domenic Weinstein (GER)* | AB-4             |
| 67               | Mario Vogt (GER)*        |                  |

| IAM | IAM                     | IAM |
| --- | ----------------------- | --- |
| Num | Coureur                 | Pos |
| 71  | Stefan Denifl (AUT)     |     |
| 72  | Mathias Frank (SUI)     |     |
| 73  | Heinrich Haussler (AUS) |     |
| 74  | Dominic Klemme (GER)    |     |
| 75  | Roger Kluge (GER)       |     |
| 76  | Johann Tschopp (SUI)    |     |
| 77  | Marcel Wyss (SUI)*      |     |

| CCC Polsat Polkowice CCC | CCC Polsat Polkowice CCC | CCC Polsat Polkowice CCC |
| ------------------------ | ------------------------ | ------------------------ |
| Num                      | Coureur                  | Pos                      |
| 81                       | Jarosław Marycz (POL)    |                          |
| 82                       | Adrian Honkisz (POL)     |                          |
| 83                       | Jacek Morajko (POL)      |                          |
| 84                       | Davide Rebellin (ITA)    |                          |
| 85                       | Branislau Samoilau (BLR) |                          |
| 86                       | Łukasz Owsian (POL)*     |                          |
| 87                       | Mateusz Taciak (POL)     |                          |

| LKT Brandenburg LKT | LKT Brandenburg LKT      | LKT Brandenburg LKT |
| ------------------- | ------------------------ | ------------------- |
| Num                 | Coureur                  | Pos                 |
| 91                  | Sebastian Deckert (GER)* |                     |
| 92                  | Tobias Knaup (GER)*      | AB-2                |
| 93                  | Franz Schiewer (GER)*    |                     |
| 94                  | Julian Schulze (GER)*    |                     |
| 95                  | Stefan Schäfer (GER)     |                     |
| 96                  | Carl Soballa (GER)*      |                     |
| 97                  | Willi Willwohl (GER)*    |                     |

| FDJ.fr FDJ | FDJ.fr FDJ                  | FDJ.fr FDJ |
| ---------- | --------------------------- | ---------- |
| Num        | Coureur                     | Pos        |
| 101        | Kenny Elissonde (FRA)*      |            |
| 102        | Matthieu Ladagnous (FRA)    |            |
| 103        | Cédric Pineau (FRA)         |            |
| 104        | Thibaut Pinot (FRA)*        |            |
| 105        | Anthony Roux (FRA)          |            |
| 106        | Jérémy Roy (FRA)            |            |
| 107        | Arthur Vichot (FRA) (Route) |            |

| NetApp-Endura TNE | NetApp-Endura TNE          | NetApp-Endura TNE |
| ----------------- | -------------------------- | ----------------- |
| Num               | Coureur                    | Pos               |
| 111               | Jan Bárta (CZE)            |                   |
| 112               | Cesare Benedetti (ITA)     |                   |
| 113               | Sam Bennett (IRL)*         |                   |
| 114               | Bartosz Huzarski (POL)     |                   |
| 115               | Leopold König (CZE)        |                   |
| 116               | Daniel Schorn (AUT)        |                   |
| 117               | Michael Schwarzmann (GER)* |                   |

| Garmin-Sharp GRS | Garmin-Sharp GRS           | Garmin-Sharp GRS |
| ---------------- | -------------------------- | ---------------- |
| Num              | Coureur                    | Pos              |
| 121              | Jack Bauer (NZL)           |                  |
| 122              | Nick Nuyens (BEL)          | NP-2             |
| 123              | Lasse Norman Hansen (DEN)* |                  |
| 124              | Raymond Kreder (NED)       |                  |
| 125              | Sebastian Langeveld (NED)  |                  |
| 126              | David Millar (GBR)         |                  |
| 127              | Steele Von Hoff (AUS)      |                  |

| Orica-GreenEDGE OGE | Orica-GreenEDGE OGE         | Orica-GreenEDGE OGE |
| ------------------- | --------------------------- | ------------------- |
| Num                 | Coureur                     | Pos                 |
| 131                 | Sam Bewley (NZL)            |                     |
| 132                 | Simon Gerrans (AUS) (Route) |                     |
| 133                 | Jens Mouris (NED)           |                     |
| 134                 | Daryl Impey (RSA) (Clm)     |                     |
| 135                 | Aidis Kruopis (LTU)         |                     |
| 136                 | Christian Meier (CAN)       |                     |
| 137                 |                             |                     |

| Heizomat THF | Heizomat THF             | Heizomat THF |
| ------------ | ------------------------ | ------------ |
| Num          | Coureur                  | Pos          |
| 141          | Jan-Niklas Droste (GER)* |              |
| 142          | Alexander Grad (GER)*    |              |
| 143          | Florenz Knauer (GER)     |              |
| 144          | Julien Essers (GER)*     |              |
| 145          | Dario Rapps (GER)*       | AB-2         |
| 146          | Fabian Schormair (GER)*  |              |
| 147          | Johannes Weber (GER)*    |              |

| Bretagne-Séché Environnement BSE | Bretagne-Séché Environnement BSE | Bretagne-Séché Environnement BSE |
| -------------------------------- | -------------------------------- | -------------------------------- |
| Num                              | Coureur                          | Pos                              |
| 151                              | Anthony Delaplace (FRA)          |                                  |
| 152                              | Brice Feillu (FRA)               |                                  |
| 153                              | Florian Guillou (FRA)            |                                  |
| 154                              | Arnaud Gérard (FRA)              |                                  |
| 155                              | Benoît Jarrier (FRA)             |                                  |
| 156                              | Florian Vachon (FRA)             |                                  |
| 157                              | Eduardo Sepúlveda (ARG)*         |                                  |

| Caja Rural-Seguros RGA CJR | Caja Rural-Seguros RGA CJR | Caja Rural-Seguros RGA CJR |
| -------------------------- | -------------------------- | -------------------------- |
| Num                        | Coureur                    | Pos                        |
| 161                        | David Arroyo (ESP)         |                            |
| 162                        | Marcos García (ESP)        |                            |
| 163                        | Fernando Grijalba (ESP)*   |                            |
| 164                        | Lluís Mas (ESP)            |                            |
| 165                        | Heiner Parra (COL)*        |                            |
| 166                        | Antonio Piedra (ESP)       |                            |
| 167                        | Davide Viganò (ITA)        |                            |

| Stölting STG | Stölting STG            | Stölting STG |
| ------------ | ----------------------- | ------------ |
| Num          | Coureur                 | Pos          |
| 171          | Jan Dieteren (GER)*     |              |
| 172          | Markus Eichler (GER)    |              |
| 173          | Silvio Herklotz (GER)*  |              |
| 174          | Phil Bauhaus (GER)*     |              |
| 175          | Mirco Saggiorato (SUI)  |              |
| 176          | Yuriy Vasyliv (GER)*    |              |
| 177          | Maximilian Werda (GER)* |              |

| Stuttgart SGT | Stuttgart SGT            | Stuttgart SGT |
| ------------- | ------------------------ | ------------- |
| Num           | Coureur                  | Pos           |
| 181           | Jack Cummings (AUS)*     |               |
| 182           | Nikodemus Holler (GER)*  |               |
| 183           | Kai Kautz (GER)          |               |
| 184           | Alexander Krieger (GER)* |               |
| 185           | Tino Thömel (GER)        |               |
| 186           | Max Walsleben (GER)*     |               |
| 187           | Marcel Weber (GER)*      |               |